# Eduardo Torres Cuevas
Eduardo Torres Cuevas (L'Havana, 4 de setembre de 1942) és un historiador, pedagog i professor universitari cubà, i des del 2007 director de la Biblioteca Nacional de Cuba José Martí.

## Trajectòria
Després de graduar-se com a Batxiller en Ciències i Lletres el 1962, mentre treballava a la Refineria Ñico López, una feina que va continuar durant sis anys, començà cursant el primer any d'Enginyeria Civil, uns estudis que després no acabaria. El 1967 es matriculà en Història a la Universitat de l'Havana, on es llicenciaria el 1973 i on, al mateix temps, impartiria com a professor graduat, des de 1969, Història de la Filosofia. Durant la seva llarga trajectòria com a professor universitari ha impartit nombrosos cursos a grups de diferents facultats de la Universitat de l'Havana (UH) i en altres instituts superiors i universitats del país. El 1980 obté la categoria docent de Professor Titular, i el 1990 el grau acadèmic de Doctor en Ciències Històriques. Posseeix a més la categoria d'Investigador Titular. Com a professor convidat, ha dictat cursos i conferències a universitats de París i Perpinyà, a França, i a les alemanyes de Leipzig i Rostock, i com a professor associat a la d'Ais de Provença. Ha impartit cursos i conferències, i participat en diversos congressos en universitats nacionals i estrangeres.
Els seus escrits han estat publicats a diverses revistes, entre les quals Anuario de Estudios Martianos, Casa de las Américas, Contracorriente, Debates Americanos, Del Caribe, Revista de la Biblioteca Nacional "José Martí", Santiago, Universidad de La Habana, Alma Mater, Bohemia, El Caimán Barbudo, Correo de Cuba, La Gaceta de Cuba, Revolución y Cultura, Opus Habana, la mexicana Cuadernos Americanos i la revista catalana L´avenc.
És membre de diversos instituts i comissions nacionals cubanes i de consells editorials de revistes. També és membre de la Unió Nacional d'Historiadors de Cuba (UNHIC), de l'Associació d'Historiadors del Carib (ADHILAC), de la Unió Nacional d'Escriptors i Artistes de Cuba (UNEAC) i de l'Acadèmia de les Ciències de Nova York.
El febrer del 2006 fou escollit membre numerari de l'Acadèmia Cubana de la Llengua. I des d'abril de 2007 és director de la Biblioteca Nacional de Cuba José Martí.

## Reconeixements[7]
- Distinción por la Cultura Nacional (1996) del Ministeri de Cultura cubà
- Orden Frank País (1999), conferida pel Consell d'Estat
- Medalla Fernado Ortiz atorgada per l'Oficina de l'Historiador de la Ciutat de l'Havana
- Orden Carlos J. Finlay (2000) pel Consell d'Estat de la República de Cuba
- Premio Nacional de Ciencias Sociales (2000)
- Premio Nacional de Historia (2005) de la Unió de Periodistes de Cuba.

## Publicacions
- Antología del pensamiento medieval (1975)
- José Antonio Saco. Acerca de la esclavitud y su historia (1982)
- Historia de la Universidad de La Habana, 2 vols.,amb Ramón de Armas i Ana Cairo (1984)
- La polémica de la esclavitud. José Antonio Saco (1984)
- El alma visible de Cuba: El Partido Revolucionario Cubano (1984)
- Esclavitud y sociedad, amb Eusebio Reyes Fernández (1986)
- Obispo Espada. Ilustración, reforma y antiesclavismo (1990)
- Félix Varela. Los orígenes de la ciencia y con-ciencia cubanas (1995)
- Antonio Maceo: las ideas que sostienen el arma (1995)
- La historia y el oficio de historiador (1996)
- Obras. Félix Varela, 3 vols (1997)
- Historia de Cuba. 1492-1898. Formación y liberación de la nación en col·laboració amb O. Loyola Vega (2001)
- José Antonio Saco. Obras, 5 vols., introducció i selecció (2001)
- José Antonio Saco. Historia de la esclavitud, 6 vols., introducció i selecció (2002)
- Nueva versión de Obispo Espada. Obras, introducció i selecció (2003)
- Historia del Pensamiento Cubano, vol. I “Formación y liberación del pensamiento cubano” (1510-1867)”, tom 1 “Orígenes y formación del pensamiento cubano” (2004) i tom 2 “Polémicas formadoras del pensamiento cubano (1790-1867) (2005)
- Historia del Pensamiento Cubano, vol. I “Formación y liberación del pensamiento cubano” (1510-1867)”,
- Historia de la masonería cubana. Seis ensayos (2005)
- Sartre-Cuba. Cuba-Sartre. Huracán, surco, semillas (2005)
- Los jesuitas en Cuba, amb Edelberto Leiva, publicat en edició digital per les fundacions Ignacio Larramendi y Mapfre América en l'obra "Tres grandes cuestiones de la Historia de Iberoamérica", (2005)